# Sarah Thonig
Sarah Agrippine Thonig (* 16. Februar 1992 in München) ist eine deutsche Theater- und Filmschauspielerin.

## Leben
Thonig spielte zunächst im Schultheater, wirkte bei Amateurtheateraufführungen im Stadttheater Dachau mit und besuchte verschiedene Schauspielworkshops. Im Amateurbereich arbeitete sie bei einem Theaterprojekt mit behinderten Menschen und trat von 2008 bis 2010 bei verschiedenen Theateraufführungen im Ludwig-Thoma-Haus in Dachau auf. Im Sommer 2011 besuchte sie die Theater-Sommerakademie der Berufsfachschule Schauspiel München. Im Jahre 2015 erhielt sie außerdem Kamera- und Filmschauspielunterricht bei Teresa Harder.
Nach ihrem Abitur war sie von 2011 bis 2014 drei Jahre lang Mitglied im jungen Ensemble des Residenztheaters München (sog. „Junges Resi“), bei dem sie Schauspiel- sowie Tanz- und Gesangsunterricht erhielt. Beim „Jungen Resi“ spielte sie bei Aufführungen im Münchner Marstall zwei Hauptrollen, die Ingrid in Rainer Werner Fassbinders Katzelmacher und die Lou in DNA von Dennis Kelly. Außerdem gehörte sie zum Ensemble von Frühlingserwachen – Live fast, die young, einer modernen Frühlings-Erwachen-Version, die nach einer Regie und Bearbeitung von Nuran David Calis entstand.
2003 hatte Thonig im Alter von 11 Jahren das erste Mal vor der Kamera gestanden; seit 2012 ist sie wieder in verschiedenen Fernsehfilmen und -serien zu sehen. Seit 2015 spielt sie im Hauptcast der ZDF-Serie Die Rosenheim-Cops die Rolle der Christin Lange, Empfangsmitarbeiterin im Polizeipräsidium Rosenheim, an der Seite von Ursula Maria Burkhart in der Rolle ihrer Kollegin Marianne Grasegger. Ab der 26. Staffel wird Thonig als Nachfolgerin von Marisa Burger die Rolle der Sekretärin im Polizeikommissariat übernehmen.
In der Vorabendserie Watzmann ermittelt, die seit 2019 auf Das Erste ausgestrahlt wird, verkörperte Thonig ab der 2. Staffel bis zur 5. Staffel von 2021 bis 2025 als Teil der Stammbesetzung die Polizeimeisterin Caro Reiser.
In ihrer Freizeit war Thonig zeitweise als Cheerleaderin aktiv. Thonig lebt in München.

## Theaterengagements
- 2012: Katzelmacher – Regie: Anja Sczilinski – Residenztheater München
- 2013: DNA – Regie: Anja Sczilinski – Residenztheater München
- 2014: Frühlingserwachen – Live fast, die young – Regie: Anja Sczilinski – Residenztheater München

## Filmografie
- 2005: Heiraten macht mich nervös (Fernsehfilm)
- 2011: K11 – Kommissare im Einsatz (Folge Blutspuren)
- 2012: Lebenslänglich Mord (Fernsehserie, Folge Die kleine Königin)
- 2014: Dahoam is Dahoam (Fernsehserie)
- 2014: Hotel 13 (Fernsehserie, 49 Episoden, Serienhauptrolle)
- 2014: Wasser und Sahne (Kurzfilm)
- 2014: Alles was zählt (Fernsehserie)
- 2015: Sturm der Liebe (Fernsehserie)
- 2015: Der Alte (Fernsehserie, Folge Die Puppenspieler)
- seit 2015: Die Rosenheim-Cops (Fernsehserie, Seriennebenrolle)
- 2017: SOKO München (Fernsehserie, Folge Nachtwache)
- 2017: Wilsberg: Die fünfte Gewalt (Fernsehreihe)
- 2018: Morden im Norden (Fernsehserie, Folge Schwarzer Peter)
- 2019: Song für Mia (Fernsehfilm)
- 2019: Frühling – Weihnachtswunder (Fernsehreihe)
- 2020: Der Beischläfer (Fernsehserie)
- seit 2021: Watzmann ermittelt (Fernsehserie, Seriennebenrolle)
- 2022: München Mord: Schwarze Rosen (Fernsehreihe)
- 2024: Inga Lindström: Spinnefeind (Fernsehreihe)
- 2024: SOKO Stuttgart: Falsche Töne (Fernsehserie)